# William Drury
William Drury (né le 2 octobre 1527 à Hawstead dans le Suffolk, † en octobre 1579 en Irlande), est un général et homme d'État anglais qui pacifie l'Écosse et l'Irlande. Il exerce les fonctions de gouverneur en Irlande à la suite de Henry Sydney, sans parvenir à mettre un terme au climat insurrectionnel de l'île.

## Biographie
Fils de Robert Drury d'Hedgerley dans le Buckinghamshire, et petit-fils de Robert Drury († en 1536), qui est speaker de la Chambre des communes en 1495, il fait ses études à l'université de Cambridge, à Gonville College. Il combat ensuite en Picardie aux côtés du duc de Suffolk en 1544 mais est fait prisonnier ; une fois libéré, il prête main-forte à Lord Russell, le futur comte de Bedford, pour mater un soulèvement dans le Devonshire en 1549, mais ne devait pas parvenir à la notoriété avant l'avènement d'Élisabeth Ire. En 1559, on l'envoie en mission à Édimbourg pour rendre compte des conditions politiques de l'Écosse, et cinq ans plus tard est nommé sénéchal et gouverneur de Berwick-upon-Tweed. À ce poste, il mène une surveillance étroite sur Marie Ire d'Écosse et est témoin de son arrestation au château de Loch Leven. Une lettre qu'il adresse le 3 avril 1568 au ministre William Cecil donne un récit détaillé de la fuite de la reine d'Écosse le 25 mars précédent. De retour en Écosse en janvier 1570, le prince régent James Stewart, 1er comte de Moray, va le rejoindre à Linlithgow pour négocier lorsqu'il est mortellement blessé dans un attentat qui visait sans doute aussi l'émissaire anglais.
Après cet attentat, Drury mène deux expéditions punitives en Écosse. Il retourne au moins à trois autres reprises dans ce pays, chargé de missions plus pacifiques, mais au cours desquelles sa vie est perpétuellement menacée ; il dirige l'armée qui obtient la reddition du château d'Édimbourg en mai 1573. Il épouse une fille de Thomas Wentworth, Margery († 1624). En 1576, il est nommé président de la province de Munster, en Irlande : sa fermeté ayant permis de rétablir l'ordre, il est promu juge suprême d'Irlande auprès du Parlement d'Irlande en 1578, et assure l’intérim du gouverneur après le rappel d'Henry Sidney à Londres. Les secondes révoltes de Desmond venaient d'éclater lorsqu'il meurt en octobre de l'année suivante.